# John DeLorean

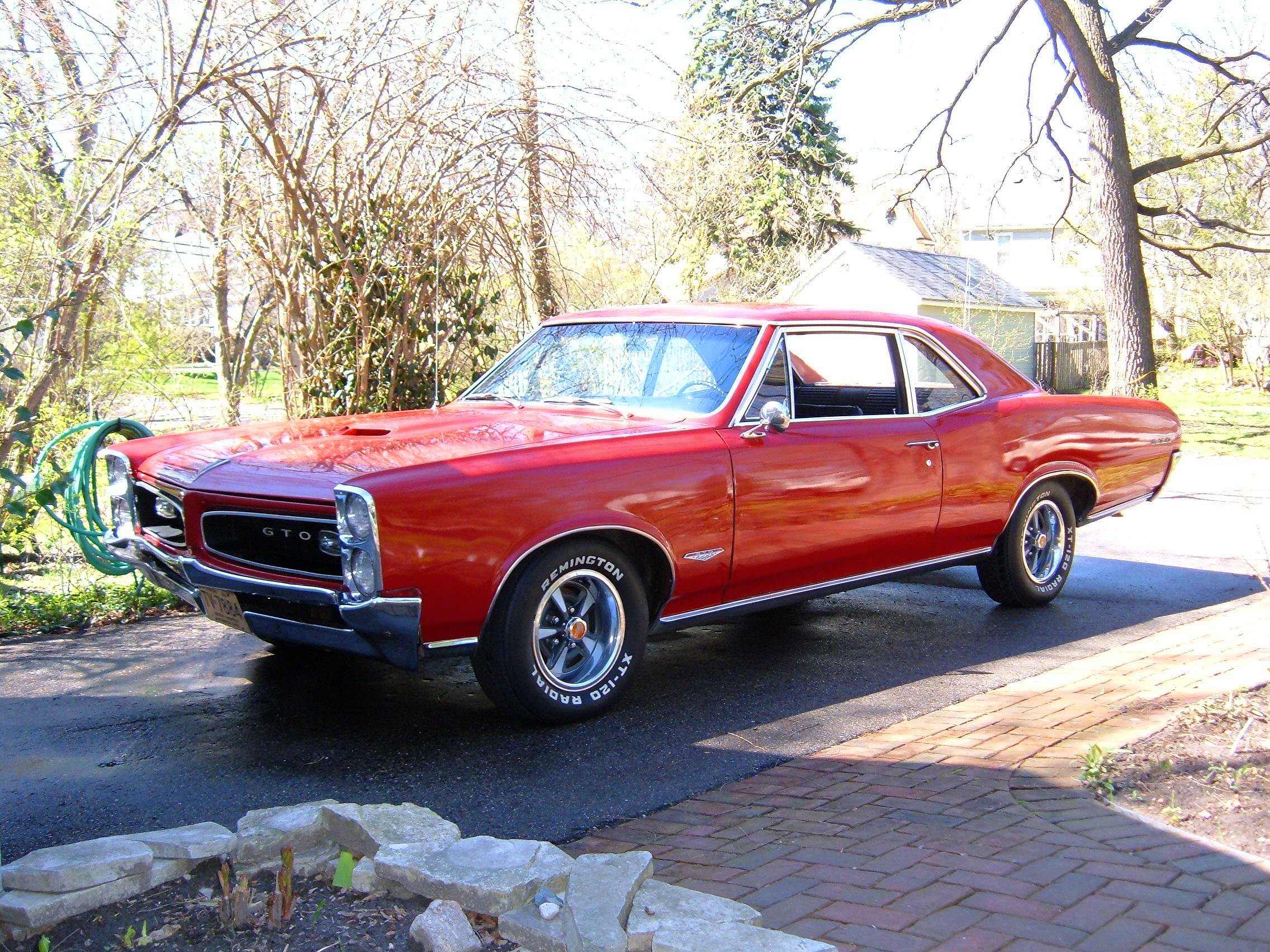
Pontiac GTO

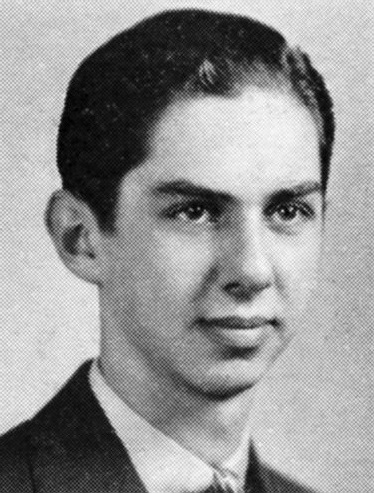
John DeLorean em 1941.

John Zachary DeLorean (Detroit, 6 de janeiro de 1925 — Summit - Nova Jersey, 19 de março de 2005) foi um engenheiro, inventor e empresário estadunidense da indústria automobilística, fundador da DeLorean Motor Company.
Em 1975, John DeLorean fundou a DeLorean Motor Company Ltd. com um objetivo em mente: "Desenhar e construir um carro que deve ser tão seguro quanto possível, confiável, confortável, prático e bem construído, que tenha um grande prazer ao dirigi-lo e com uma inconfundível elegância em sua aparência."

## Biografia
John Zachary DeLorean nasceu em 6 de janeiro de 1925 em Detroit, Michigan, sendo filho de uma família de imigrantes de classe média-baixa. John era o maior dos quatro filhos de Zachary DeLorean e Kathryn Pribak. Seu pai, Zachary (nascido Zaharia) era um imigrante da Romênia, originário de Șugag (distrito de Alba). Zachary partiu para os Estados Unidos aos vinte anos. Ele passou um tempo em Montana e Gary, Indiana, antes de se mudar para Michigan. Na época em que seu filho John nasceu, ele encontrou um emprego como delegado sindical na fábrica da Ford Motor Company perto de Highland Park (Michigan).
A mãe de John, Kathryn, era uma imigrante da Hungria que trabalhava na Divisão de Produtos Carboloy da General Electric. Ela geralmente tolerava certos episódios intermitentes de comportamento errático de seu marido, mas durante vários dos piores momentos das tendências violentas de Zachary, ela levou seus filhos para morar com sua irmã em Los Angeles, Califórnia, onde eles permaneceram por um ano ou mais tempo. Em 1942, Kathryn se divorciou de Zachary.
John DeLorean assistiu às escolas primárias públicas de Detroit e mais tarde foi aceito na Cass Technical High School, uma escola secundária técnica de Detroit. Seu histórico acadêmico e talento musical lhe valeram uma bolsa de estudos no Lawrence Institute of Technology, no subúrbio de Detroit de Highland Park (hoje conhecido como Lawrence Technological University e localizado em Southfield). A Segunda Guerra Mundial interrompeu os estudos de John DeLorean. Em 1943, DeLorean foi recrutado para o serviço militar e serviu por três anos no exército dos Estados Unidos. Após a guerra, John DeLorean continuou estudando e formou-se em engenharia mecânica. Por toda a sua vida se envolveu com a indústria automobilística. John logo entrou para o mundo dos carros, começando na Chrysler e, depois, indo para a Packard em 1952. Após sua entrada na General Motors, em 1956, o nome DeLorean começou a ganhar força. Cedo em sua carreira foi chamado para ser o engenheiro chefe da Pontiac. Ficou conhecido por ter trazido a vida o Pontiac GTO em 1964. DeLorean teve uma brilhante carreira na Pontiac, e em 1969 foi promovido a Gerente Geral da Chevrolet. Nos poucos anos seguintes, ele fez evidentes melhorias para a área de design e qualidade da Chevrolet. Então em 1972, DeLorean foi promovido para vice-presidente das divisões de automóveis e caminhões da General Motors. Algumas pessoas pensaram que DeLorean seria o próximo presidente da GM, mas devido a constantes desavenças com a administração da empresa, ele saiu da GM em abril de 1973.
Livre da GM, em 24 de outubro de 1975 DeLorean fundou a DeLorean Motor Company para realizar seu sonho de tornar o DMC DeLorean uma realidade, encabeçando um império de negócios financiado por mais de US$ 170 milhões de outras pessoas. Começou contratando os melhores engenheiros e designers, e a construir sua fábrica em Dunmurry, perto de Belfast, Irlanda do Norte (a fábrica ia ser em Porto Rico, mas a Grã-Bretanha ofereceu mais dinheiro). Contou com a ajuda de Colin Chapman, da Lotus, no desenvolvimento do carro, e de Giorgetto Giugiaro (o mesmo que criara os modelos BMW Nazca, Lotus Esprit, Volkswagen Golf, Fiat Uno e o novo Fiat Palio), da Italdesign Giugiaro, no design do carro. DeLorean planejou estrear o carro em 1979, mas ele fez sua estreia em 1981.
Há muitas contradições sobre a falência da DeLorean Motor Company Ltd. John Z. DeLorean numa armação mal esclarecida foi acusado pelo informante do FBI James Hoffman de se associar com o traficante William Hetrick para traficar cocaína no valor de US$ 24 milhões numa suposta tentativa para salvar sua empresa. DeLorean foi preso em 20 de outubro de 1982 num hotel de Los Angeles, ficou detido na cela 2 B4 da prisão conhecida como casa de vidro, e acabou solto dez dias depois por falta de provas. Em seu julgamento foi declarado não culpável em agosto de 1984, quando a DMC já havia fechado e a sua reputação estava arruinada.

## Livro de 1979 sobre a General Motors
Depois que DeLorean deixasse a General Motors, Patrick Wright, autor e ex-repórter da Business Week, o abordou com a ideia de escrever um livro baseado em suas experiências lá. DeLorean concordou em ditar suas lembranças para Wright, que escreveu o livro. O produto final, publicado em 1979, foi intitulado On a Clear Day You Can See General Motors (Em um dia claro, você pode ver a General Motors), e vendeu aproximadamente 1,6 milhões de cópias, mas desentendimentos sobre o conteúdo levaram a um conflito entre os colaboradores, com Wright eventualmente publicando o livro por conta própria.

## Últimos projetos
Em 1 de novembro de 1994, John DeLorean registrou a patente nº 5 359 941 com o Escritório de Patentes e Marcas dos Estados Unidos para um monocarril de transporte. Este transporte nunca foi construído.
Nos anos anteriores à sua morte, DeLorean planejou ressuscitar sua empresa de automóveis e deu entrevistas descrevendo um novo veículo chamado DMC2. De acordo com sua família, ele passou muito tempo em seus últimos anos trabalhando neste novo projeto.
Na época de sua morte, DeLorean estava trabalhando no projeto de uma empresa conhecida como DeLorean Time, uma empresa que venderia relógios de pulso de alta gama, mas a morte de DeLorean causou a dissolução da empresa.

## Vida pessoal
De acordo com sua autobiografia, tanto John DeLorean quanto sua ex-esposa Cristina Ferrare tornaram-se cristãos renascidos após o caso do tráfico de drogas. DeLorean foi casado quatro vezes. Seu primeiro casamento foi com Elizabeth Higgins, em 3 de setembro de 1954, e ele se divorciou em 1969. Mais tarde, DeLorean casou-se com Kelly Harmon (irmã do ator Mark Harmon) em 31 de maio de 1969 e se divorciou em 1972. Seu terceiro casamento foi com a modelo Cristina Ferrare, em 8 de maio de 1973, que terminou em divórcio em 1985. DeLorean foi casado com Sally Baldwin até a morte dele em 2005. Teve três filhos: Zachary, Kathryn e Sheila, e morava em Nova Jérsia. Teve 2 netos, Kevin e Acacia.
Quando o filme Back to the Future foi lançado em 1985, John DeLorean escreveu uma carta ao produtor Bob Gale, agradecendo-o por usar seu carro no filme.
Em 1999, DeLorean declarou falência pessoal após mais de quarenta casos judiciais desde a quebra da DeLorean Motor Company. Em 2000, ele teve que vender a sua casa num terreno de 200 hectares; a propriedade acabou sendo adquirida por Donald Trump onde foi construído o Trump National Golf Club, local que ele visita frequentemente mesmo depois de se tornar presidente dos Estados Unidos.

## Morte e legado
John DeLorean faleceu no Hospital Overlook em Summit (Nova Jérsia) na noite de 19 de março de 2005, aos 80 anos, devido a um acidente vascular cerebral. Suas cinzas foram enterradas no cemitério White Chapel, em Troy (Michigan), a pedido de sua família e, de acordo com a tradição militar, ele foi sepultado com todas as honras militares por seus serviços na Segunda Guerra Mundial. Sua lápide mostra uma representação de seu carro desportivo DeLorean com as portas asa de gaivota abertas.
Em 1997, um inglês chamado Steve Wynne comprou os direitos da DeLorean Motor Company, um estoque de peças e um armazém da mesma em Houston (Texas) e arranja e vende DeLorean restaurados.

## O Museu DeLorean
O Museu DeLorean, com sede em Humble (Texas), foi criado em 2006 para homenagear John Z. DeLorean por meio da exibição, interpretação, conservação e preservação de veículos DeLorean, arquivos e outros objetos.

## Documentários, filmes e cobertura na mídia

### Filmes
- Driven (2018), o ator Lee Pace interpreta John DeLorean em um filme sobre a operação do FBI para prender o designer de carros. O filme estreou no 75º Festival Internacional de Cinema de Veneza em 2018 e teve um grande lançamento em agosto de 2019.

### Documentários
- DeLorean (1981), documentário dirigido pelos cineastas vencedores do Oscar D. A. Pennebaker e Chris Hegedus. O filme narra John DeLorean durante o lançamento de seu carro esportivo DeLorean em 1981.
- DeLorean: Living the Dream (2014), narra a história do icônico automóvel DeLorean desde a ascensão e queda da lendária montadora John Z. DeLorean, até o fenômeno internacional de proprietários leais e fãs devotos que mantiveram o sonho vivo por mais de três décadas.
- Enquadrando John DeLorean (2019), o ator Alec Baldwin interpreta John DeLorean. "A extraordinária vida e carreira do controverso montador John DeLorean – de sua ascensão meteórica na General Motors à sua busca obsessiva para construir o melhor carro esportivo do mundo."

### Televisão
- Monkeys (1989), um filme de TV da BBC Irlanda do Norte baseado no livro The DeLorean Tapes. Foi dirigido pelo diretor vencedor do Oscar Danny Boyle, e estrelado por Manning Redwood como John DeLorean.
- Scandal: The Fast Lane (1989) (documentário de John DeLorean / Roy Nesseth), um documentário de televisão britânico não exibido sobre a DeLorean Motor Company, John Z. DeLorean, Roy Nesseth[15]
- Car Crash: The DeLorean Story (2004), um documentário de televisão da BBC sobre a ascensão e queda da DeLorean Motor Company
- Anything to Win: The Crash of John DeLorean (2006), uma série de TV produzida pela Game Show Network
- DeLorean: Back from the Future (2021), documentário da BBC sobre John DeLorean e sua empresa de carros de curta duração
- Myth & Mogul: John Delorean (2021), documentário da Netflix sobre a ascensão e queda da montadora John DeLorean

### Música
- Stainless Style (2007), um álbum conceitual sobre DeLorean do grupo de synthpop Neon Neon.

## Livros relacionados
- DeLorean, John Z.; Ted Schwarz (setembro de 1985). DeLorean. Zondervan. ISBN 0-310-37940-7.
- Haddad, William (agosto de 1985). Hard Driving: My Years com John DeLorean. ISBN 0-394-53410-7.
- Fallon, Ivan; James Srodes (novembro de 1985). Dream Maker: The Rise and Fall of John Z Delorean, 455. ISBN 0-399-12821-2.
- Levin, Hillel (1983). Grand Delusions: The Cosmic Career of John DeLorean. Viking, 336. ISBN 0-670-26685-X.